# Isoetes stellenbossiensis
Isoetes stellenbossiensis là một loài dương xỉ trong họ Isoetaceae. Loài này được A.V. Duthie mô tả khoa học đầu tiên.